# Pygoscelis
Pygoscelis är ett släkte med fåglar i familjen pingviner inom ordningen pingvinfåglar. Det omfattar tre arter:
- Adéliepingvin (P. adeliae)
- Åsnepingvin (P. papua)
- Hakremspingvin (P. antarcticus)